# Punta Stilo
Punta Stilo, também conhecida como Cabo Stilo e, no período da Magna Grécia, como Cocinto (em latim: Cocintum), é uma aldeia do município de Monasterace, na Calábria, no sul de Itália. No mesmo local situa-se o farol de Punta Stilo e as ruínas da antiga cidade e colónia grega de Cáulon (ou Kaulon ou Caulónia; não confundir com a cidade atual de Caulónia), que posteriormente se chamou Stilo e Stilida, que deu origem ao nome atual.
Durante a Segunda Guerra Mundial, em 9 de julho de 1940 foi palco da batalha de Punta Stilo (ou da Calábria), que opôs a marinha italiana às marinhas britânica e australiana e envolveu 57 navios. O resultado foi indecisivo, com ambos os lados a clamarem vitória.[carece de fontes?]